# Liste der Monuments historiques in Tancrou
Die Liste der Monuments historiques in Tancrou führt die Monuments historiques in der französischen Gemeinde Tancrou auf.

## Liste der Bauwerke
| Bezeichnung                    | Beschreibung | Standort | Kennzeichnung | Schutzstatus | Datum | Bild |
| ------------------------------ | ------------ | -------- | ------------- | ------------ | ----- | ---- |
| Kirche St-Donatien-St-Rogatien |              | (Lage)   | PA00087294    | Inscrit      | 1944  |      |

## Liste der Objekte
Zum Verständnis siehe: Kirchenausstattung
- Monuments historiques (Objekte) in Tancrou in der Base Palissy des französischen Kultusministeriums